# Satyr

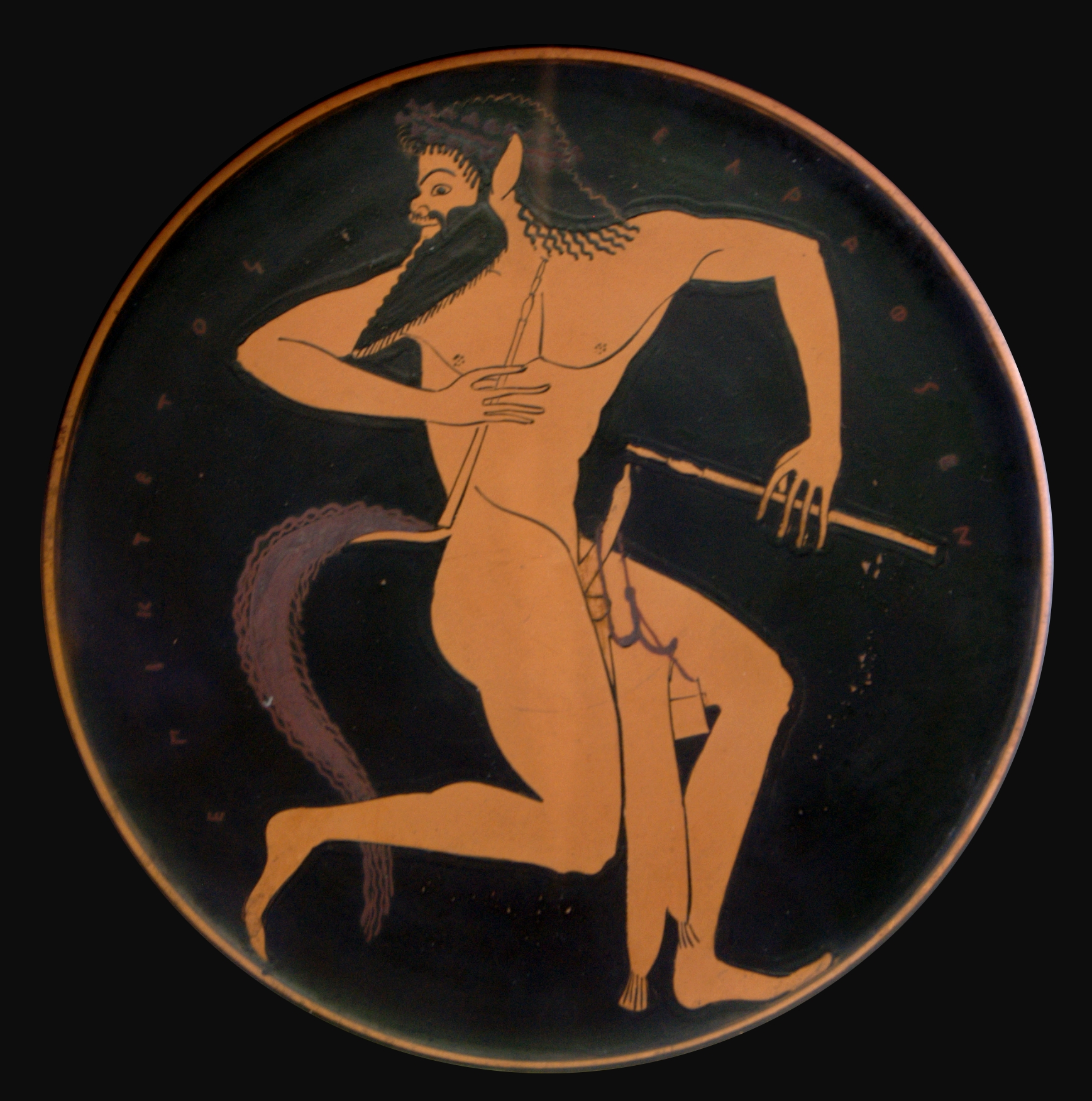
Satyr mit Aulos. Epiktetos, 520–500 v. Chr.

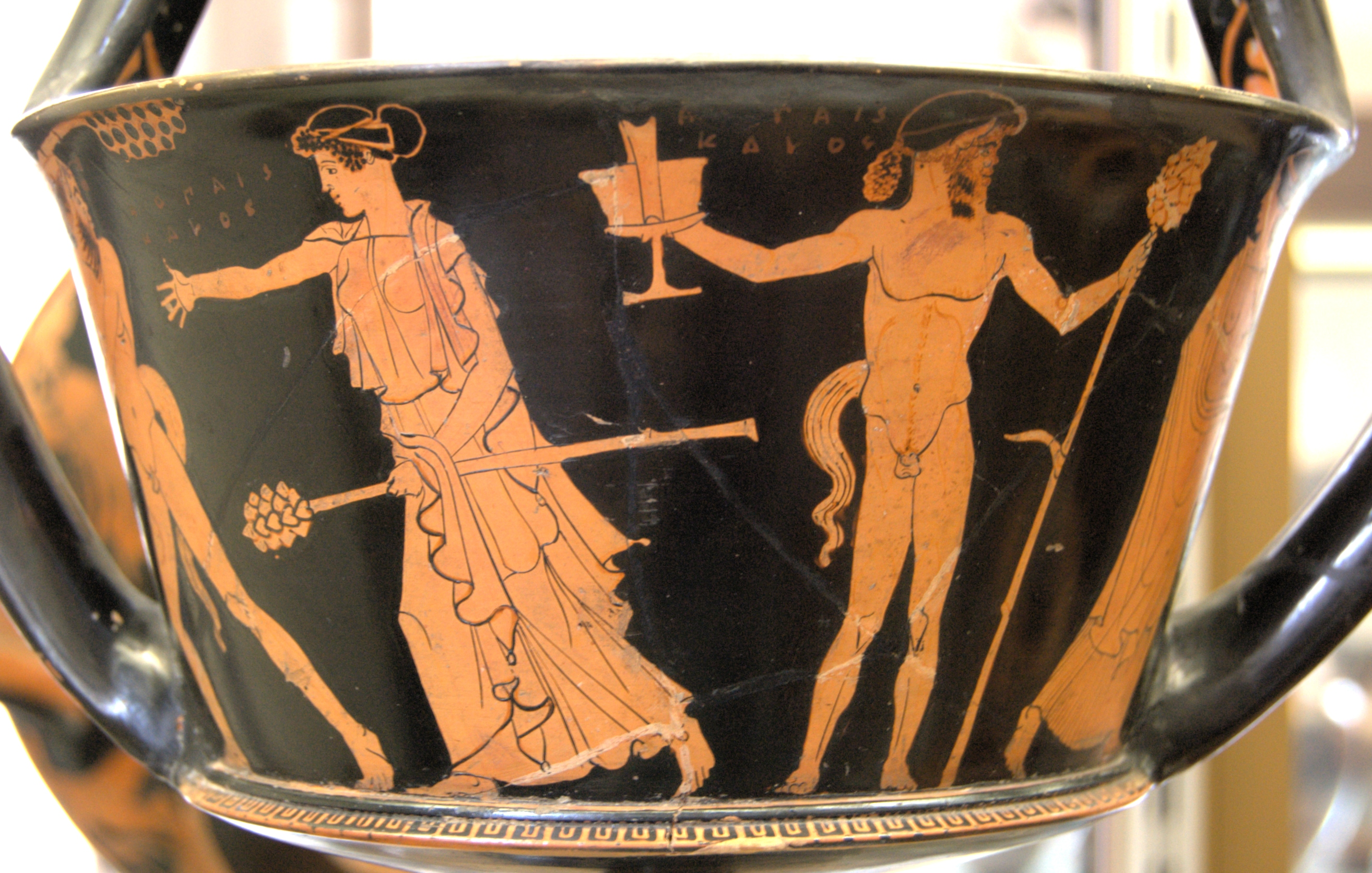
Mänade und Satyr mit Thyrsos. Penthesilea-Maler, ca. 460 v. Chr.

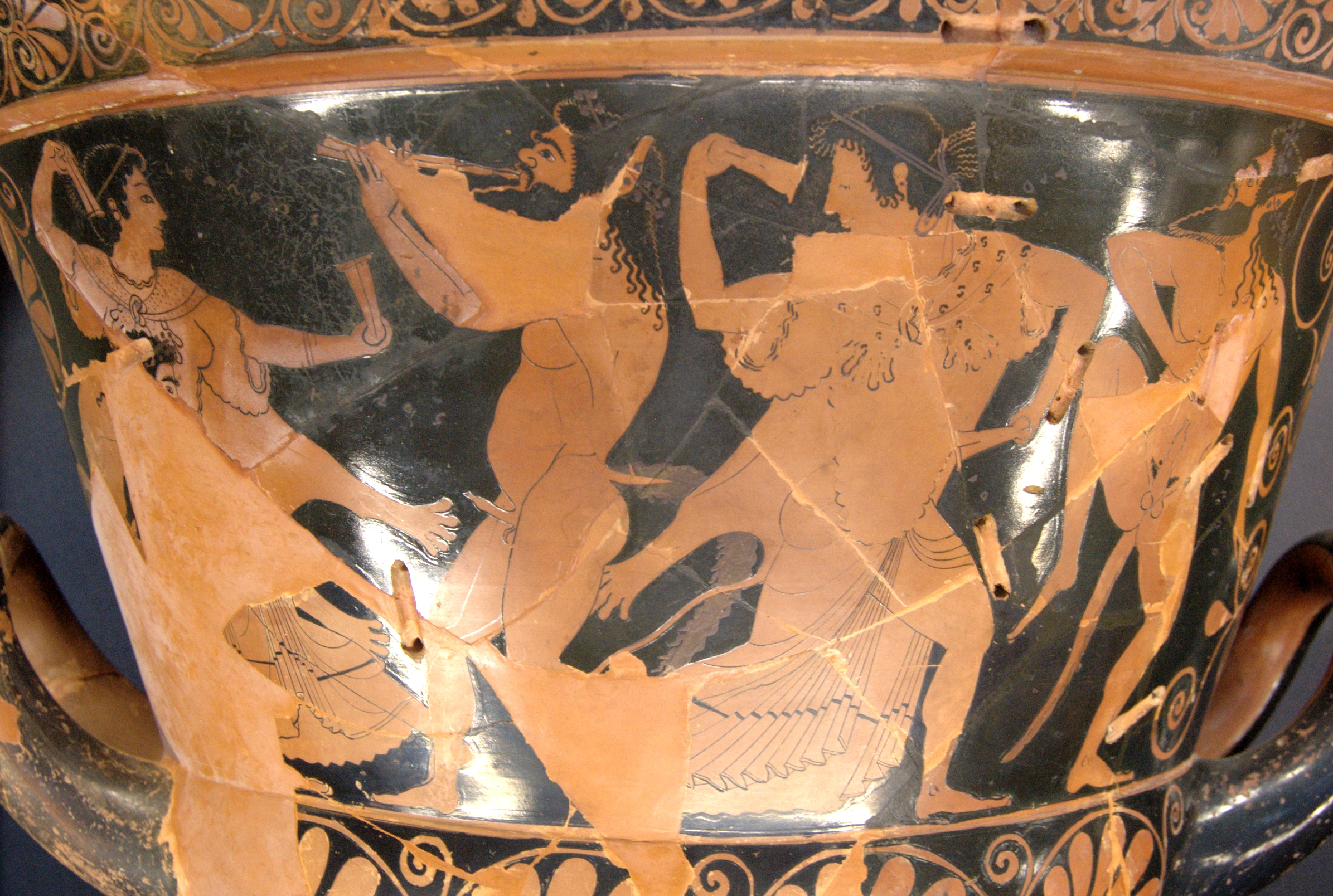
Dionysos mit seinem Gefolge auf einem Komos. Euxitheos und Euphronios, 510–500 v. Chr.

Ein Satyr (altgriechisch Σάτυρος Sátyros, Plural Σάτυροι Sátyroi, lateinisch Satur, Saturus) oder Silen (Σιληνός, Σειληνός Silēnós, Seilēnós, Plural Σιληνοί, Σειληνοί Silēnói, Seilēnói, dorisch Σιλανός Silanós, lateinisch Silenus, Silanus) ist in der griechischen Mythologie ein Dämon im Gefolge des Dionysos. Satyrn gehören zu den Mischwesen der griechischen Mythologie. Sie treten relativ spät erst am Ende des 7. Jahrhunderts v. Chr. auf; als Einzelfigur hebt sich vor allem Silenos ab. Man unterscheidet die Silene (Silenoi, ältere Satyrn mit dicken Bäuchen und Glatze) und Satyrisken (Satyriskoi, jugendliche und kindliche Satyrn), wobei in der bildlichen Darstellung häufig nicht eindeutig unterschieden werden kann. Von römischen Dichtern werden sie mit den Faunen identifiziert.

## Mythos
Über die Herkunft der Satyrn ist nichts Genaues bekannt; nach Hesiod sollen sie von fünf Töchtern des Hekateros abstammen. Sie vertraten das männliche Prinzip gegenüber den Nymphen. Als ähnliche Naturgeister trugen sie Attribute des „Allgottes“ Pan ebenso wie manche des Priapos. Ihr Name bedeutete in einem Dialekt der alten Peloponnes „die Vollen“, was sich sowohl auf ihren Körperbau als auch auf den erotisch erregten Zustand bezog.
Die Satyrn und Silene sollen als Truppe des Dionysos in der Gigantomachie gekämpft und mit dem Geschrei ihrer Esel die Giganten in Furcht und Schrecken versetzt haben.
Sonst findet sich in der griechischen Mythologie wenig über die Satyrn insgesamt, sehr wenig im Vergleich zu ihrer Präsenz in der Kunst, speziell der Vasenmalerei.
Einiges findet sich in Bezug auf einzelne Satyrn, so in den Dionysiaka, dem großen Epos des Nonnos von Panopolis über die Mythen um Dionysos, vor allem dessen Feldzug nach Indien, finden sich mehrere Satyrn mit Namen erwähnt, doch diese bleiben weitgehend konturlos und ihre Namen sind meist von Epitheta des Dionysos abgeleitet.
Satyrn, mit denen eigene Mythen verknüpft sind:
- Ampelos, Geliebter des Dionysos, wurde von einem Stier getötet und von Dionysos in eine Weinrebe verwandelt;
- Krotos, Erfinder des Bogens und Taktgeber beim Gesang der Musen, wurde als Sternbild Schütze an den Himmel versetzt;
- Marsyas, der einen musikalischen Wettstreit mit Apollon verlor, wurde von dem Gott dafür lebendigen Leibes geschunden.
- Silenos, Führer des Chors der Satyrn und Silenen im Satyrspiel, Erzieher des Dionysos

## Darstellung

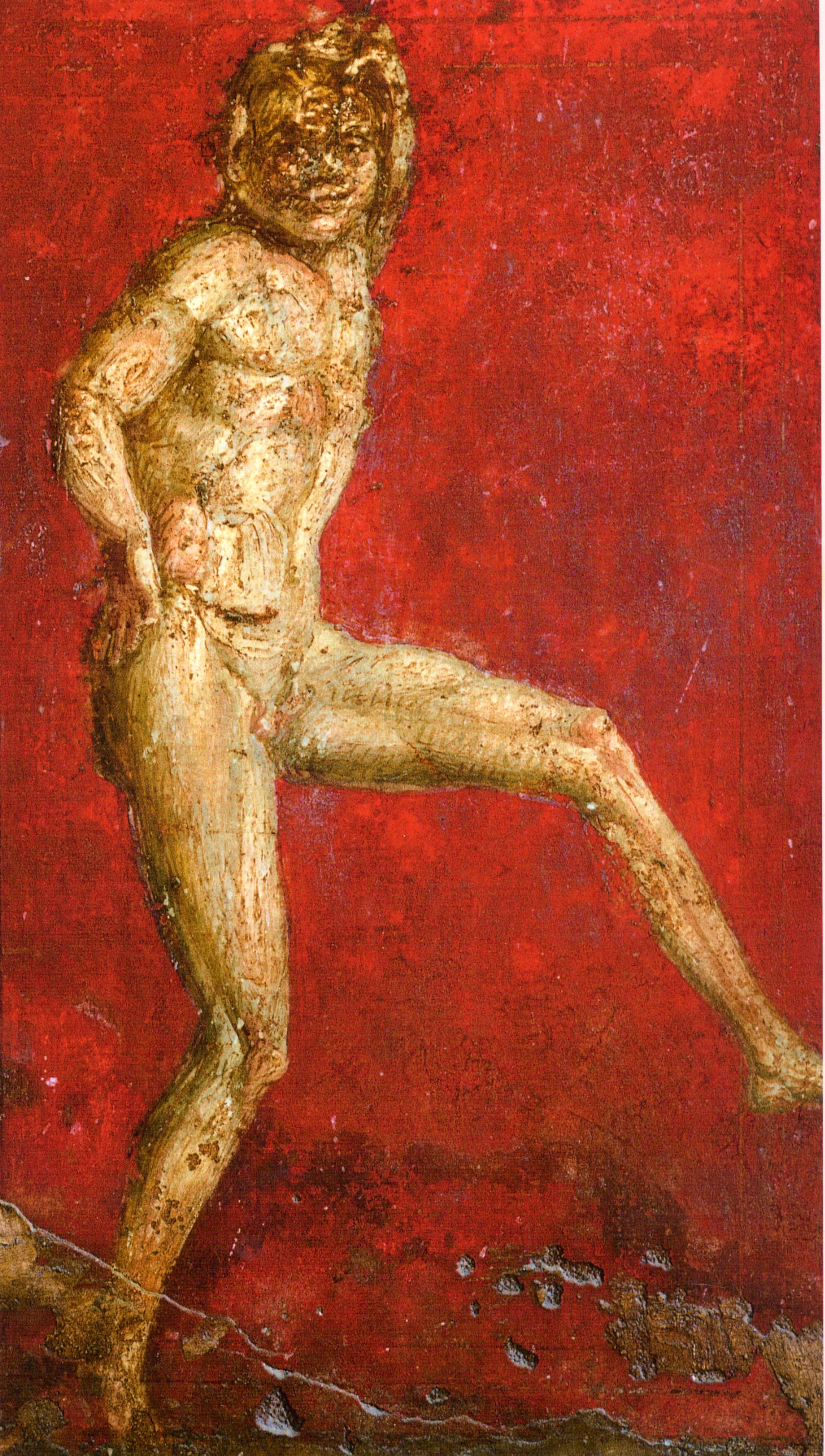
Satyr (Fresko aus der Villa dei Misteri, Pompeji)

Meist werden die Satyrn oder Silene stupsnasig, glatzköpfig, unbekleidet und ithyphallisch dargestellt. Als Mischwesen sind sie meist mit Ohren und Schweif von Pferden oder Eseln, häufig auch mit tierischen Extremitäten ausgestattet. Ihre bildliche Darstellung beginnt im 6. Jahrhundert v. Chr. in der Vasenmalerei von Attika, Kreta und Thasos, aus dem Apollontempel in Thermos stammt aus dieser Zeit ein Wasserspeier in Form eines Kopfes. Als Gefolge des Dionysos werden sie häufig mit den ebenfalls zum dionysischen Gefolge gehörenden Mänaden dargestellt.
In Darstellungen der Archaik sind sie mit Pferde- oder Eselsmerkmalen ausgestattet und werden nur im Zusammenhang mit wenigen mythologischen Motiven dargestellt, mit der Entwicklung des Satyrspiels treten sie dann zunehmend in anderen Zusammenhängen auf. Ebenfalls unter dem Einfluss des Satyrspiels werden sie als Erfinder des Weinbaus und der Musik und damit als Kulturbringer zunehmend vermenschlichter dargestellt, bleiben aber immer tierisch genug, um ein Gegenbild zu den Werten der Polisbürger darstellen zu können oder um der mythischen Überhöhung von Symposion und Komos zu dienen. Ihre typischen Attribute werden ihnen schon früh beigegeben. Der bereits auf der Françoisvase beigegebene Askos assoziiert sie mit dem Wein, sowohl mit dem Anbau als auch mit dem Genuss, der Aulos mit Musik und Tanz. In attischen Darstellungen sind sie meist stupsnasige und mit Menschenfüßen ausgestattete Teilnehmer eines Komos, oder sie nähern sich lüstern den Mänaden, wobei sexuelle Handlungen nur selten auftreten.
Ihre Bocksmerkmale erhalten sie erst im Hellenismus, vermutlich unter dem Einfluss von Darstellungen der Panen und der Paniskoi, welche in derselben Rolle auftraten wie die Satyrn. Sie erscheinen bald mit dem Pokal, bald in bacchantischem Taumel mit dem Thyrsos, bald dem Schlaf ergeben, bald kelternd, auch Aulos (doppeltes Rohrblattinstrument), Monaulos (einfaches Rohrblattinstrument) oder Plagiaulos (Querflöte) blasend oder Cymbala schlagend, oft auch mit den Nymphen zu raschen Tänzen vereinigt oder diese lüstern verfolgend.
Praxiteles gilt als Schöpfer der Skulptur ruhender Satyr.

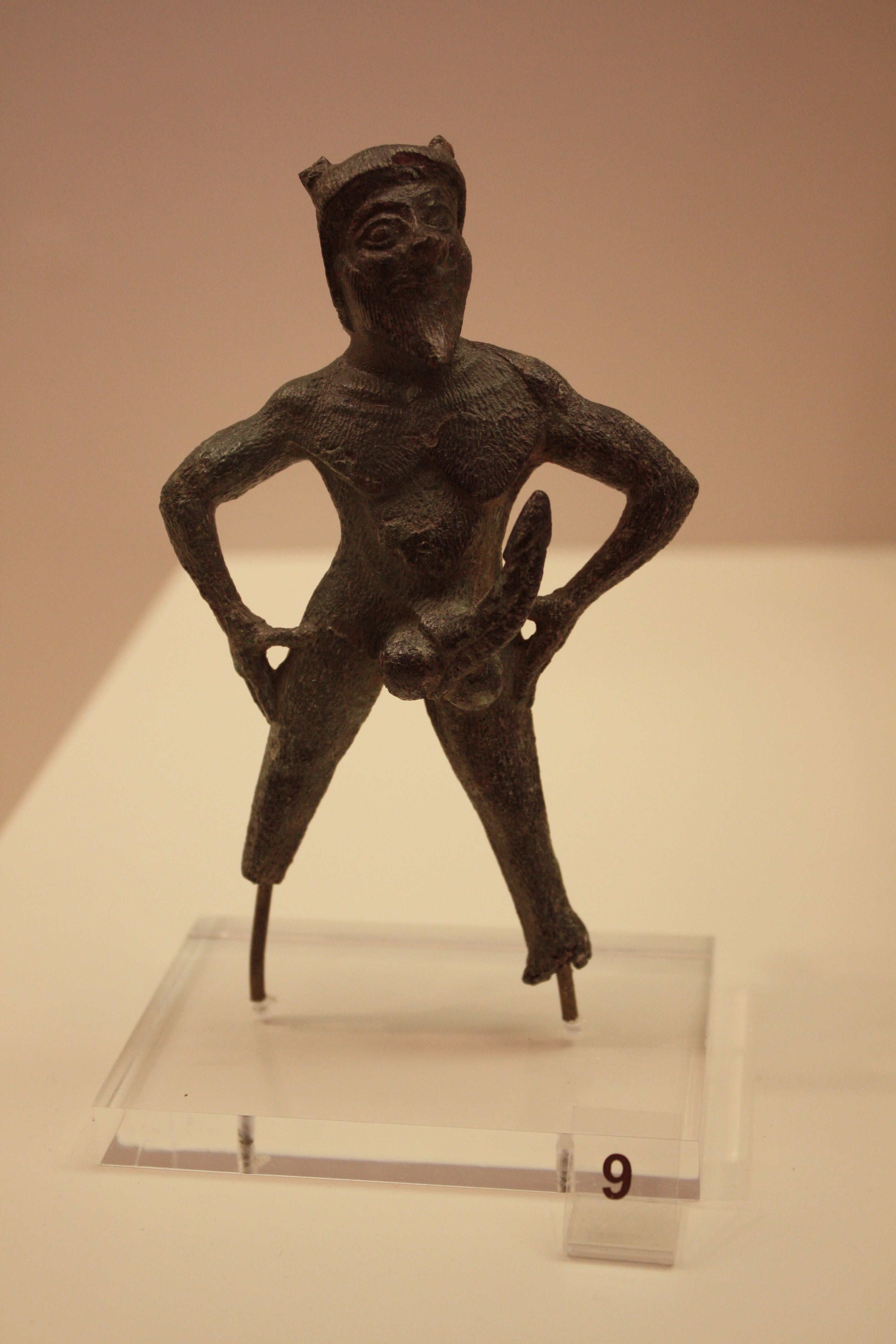
Tanzender Silen
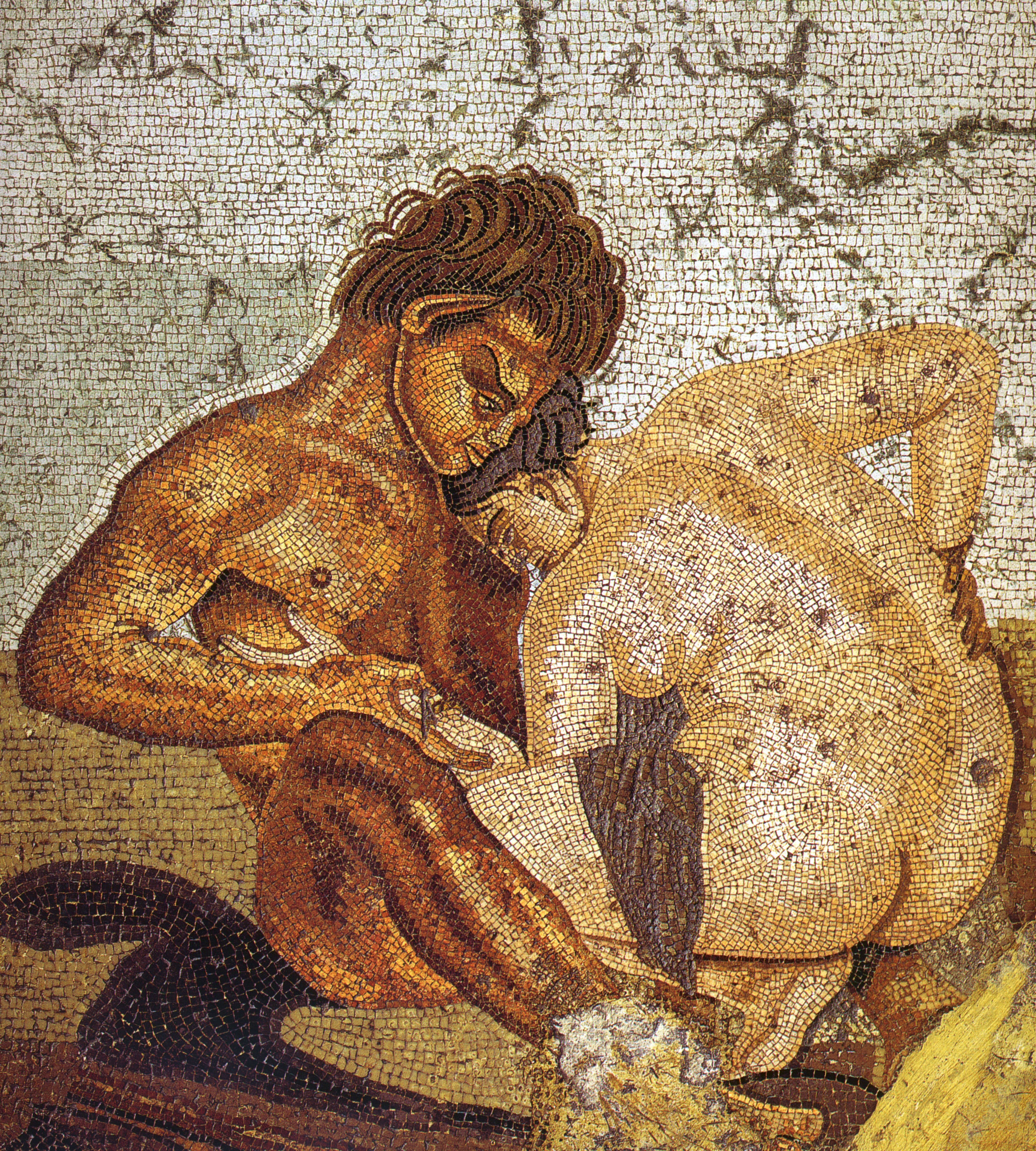
Satyr mit Nymphe (Mosaik aus dem Haus des Fauns, Pompeji)
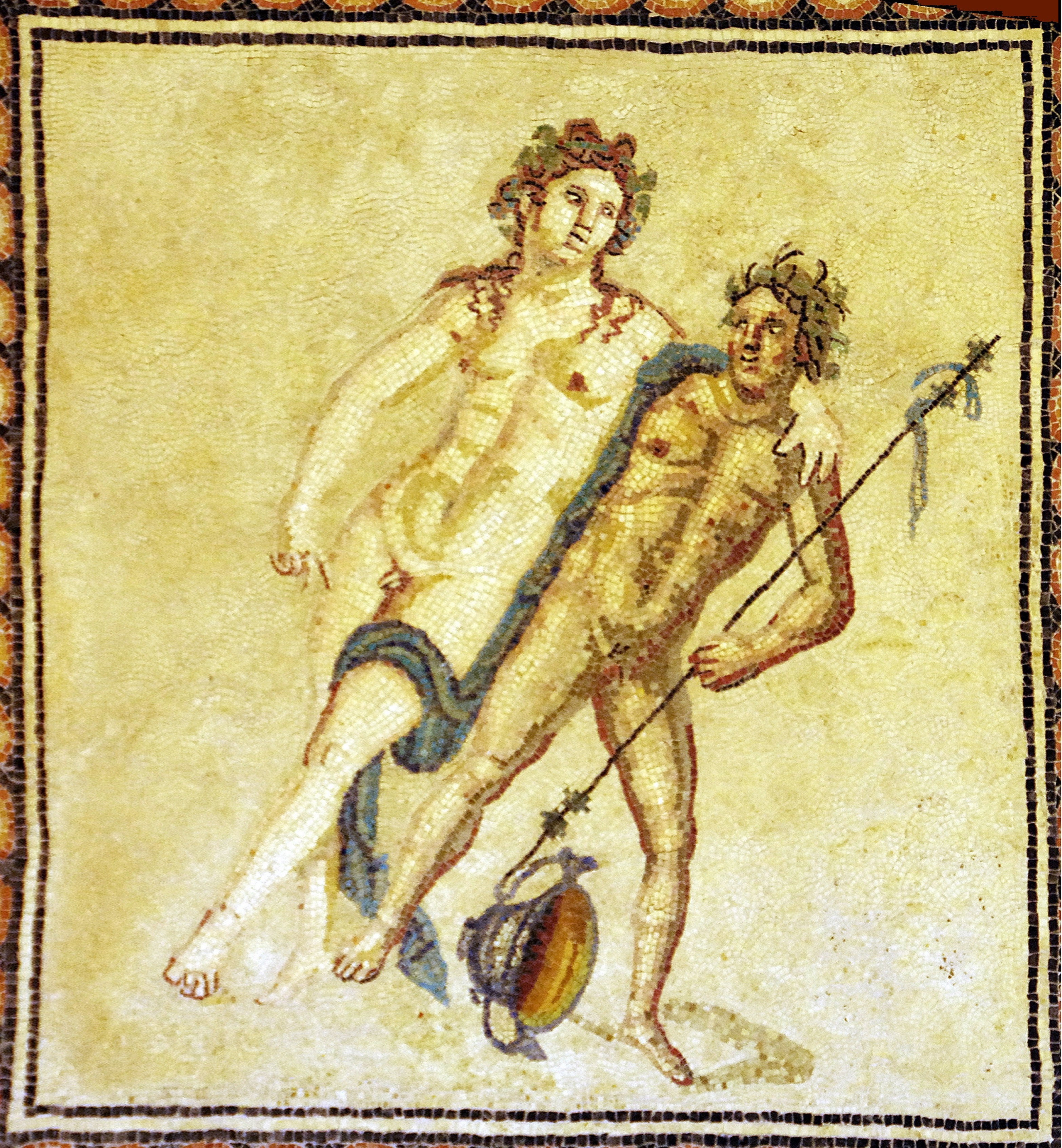
Dionysos stützt sich betrunken auf einen Satyr (Mosaik aus dem Peristylhaus mit dem Dionysosmosaik, Köln)
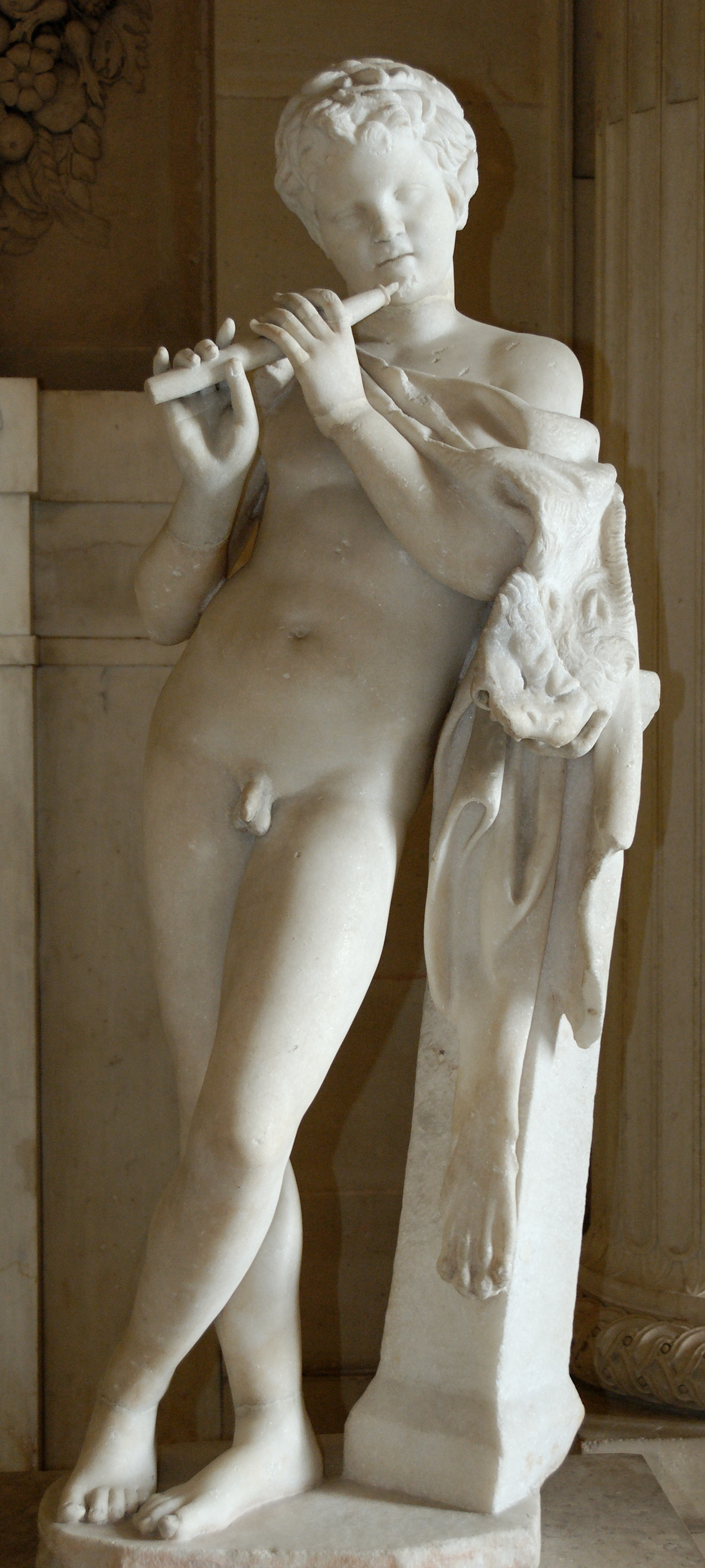
Jugendlicher Satyr mit einem Monaulos, Louvre
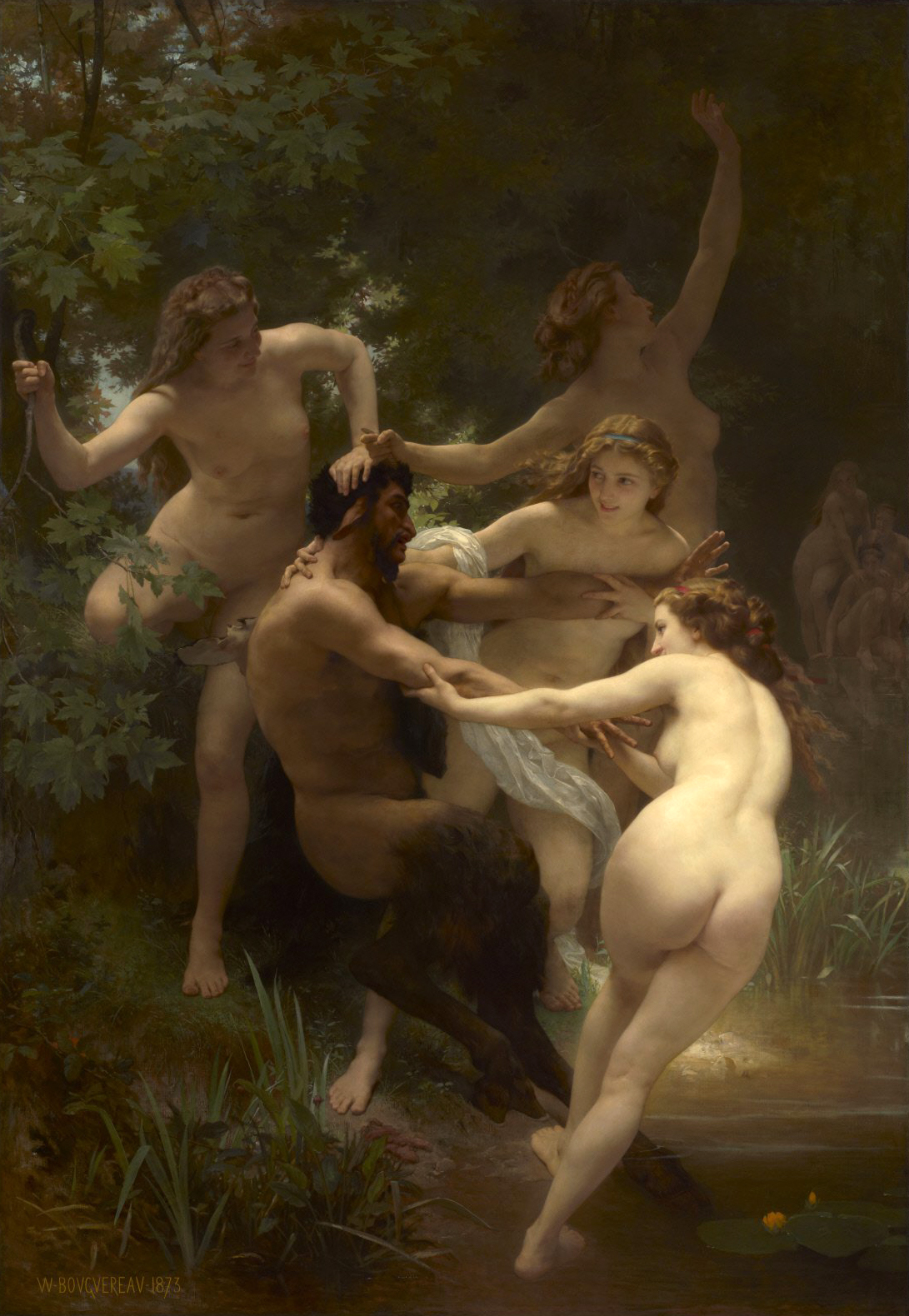
Nymphen und Satyr, William Adolphe Bouguereau, 1873